# فرانچسکو کالی
فرانچسکو کالی (به ایتالیایی: Francesco Calì) بازیکن فوتبال و اهل ایتالیا است که از سال ۱۹۱۰ میلادی عضو تیم ملی فوتبال ایتالیا بوده و در ۲ بازی ملی حضور داشته‌است. او در بازی‌های ملی‌اش گلی به ثمر نرساند.
فرانچسکو کالی آخرین بازی ملی خود را در سال ۱۹۱۰ میلادی انجام داد.